# Nontapat Sangchant
Nontapat Sangchant (thailändisch นนทพัทธ์ แสงจันทร์, * 26. Juli 1998) ist ein thailändischer Fußballspieler.

## Karriere
Nontapat Sangchant stand bis August 2022 beim Grakcu Sai Mai United FC in Sai Mai, einen Bezirk der Hauptstadt Bangkok, unter Vertrag. Der Verein spielte in der dritten Liga. Hier trat der Hauptstadtverein in der Bangkok Metropolitan Region an. Am Ende der Saison 2021/22 belegte man den letzten Tabellenplatz und musste in die Thailand Amateur League absteigen. Nach dem Abstieg verließ er den Verein und schloss sich im Sommer 2022 dem Zweitligisten Ayutthaya United FC an. Sein Zweitligadebüt für den Verein aus Ayutthaya gab er am 10. September 2022 (5. Spieltag) im  Auswärtsspiel gegen den Udon Thani FC. Hier wurde er in der letzten Minute für den Brasilianer Gustavinho eingewechselt. Nach einem Zweitligaspiel wurde sein Vertrag Ende Dezember 2022 nicht verlängert. Zu Beginn der Saison 2023/24 nahm ihn der Drittligaaufsteiger The Icon RSU FC aus Pathum Thani unter Vertrag. Mit dem Verein spielt er in der Bangkok Metropolitan Region der Liga.